# Переможский сельский совет (Глуховский район)
Переможский сельский совет (укр. Перемозька сільська рада) — входит в состав
Глуховского района
Сумской области
Украины.
Административный центр сельского совета находится в 
с. Перемога
.

## Населённые пункты совета
- с. Перемога